# Слобозія-Душка
Слобозія-Душка (рум. Slobozia-Dușca) — село у Кріуленському районі Молдови. Утворює окрему комуну.

## Населення
За даними перепису населення 2004 року у селі проживали 2655 осіб.
Національний склад населення села:
| Національність       | Кількість осіб | Відсоток |
| -------------------- | -------------- | -------- |
| молдавани            | 2581           | 97,2%    |
| росіяни              | 33             | 1,2%     |
| українці             | 23             | 0,9%     |
| болгари              | 3              | 0,1%     |
| інша / без відповіді | 15             | 0,6%     |
| Всього               | 2655           | 100%     |